# جوزيف فون فراونهوفر
جوزيف فون فراونهوفر هو فيزيائي وعالم بصريات ألماني. مولود بتاريخ 6 مارس 1787 في ستراوبنج ومتوفي بتاريخ 7 يونيو 1826 في ميونيخ، منذ 1823 أستاذاً في ميونيخ، وقد عمل فراونهوفر أساساً في مجال الضوء وحدد طول الموجة الضوئية بواسطة المحزوزات المفرقة وقام ببعض التحاليل الطيفية، وبالنسبة للفلك فإن تحسينات فراونهوفر للمنظار ذات أهمية وكذلك دراساته عن خطوط الامتصاص في طيف الشمس عرفت خطوط فراونهوفر.

## حياته
ولد جوزيف فراونهوفر في شتراوبينج، في بافاريا، لفرانز زافير فراونهوفر وماريا آنا فروليخ. تيتم وهو في سن ال 11، بدأ بالعمل كمبتدئ لصانع زجاج قاسي القلب  يدعى فيليب أنتون فيشيرسبرغر . في عام 1801، انهارت ورشة العمل التي كان يعمل بها  ودفن تحت الانقاض. وقاد عملية الإنقاذ الأمير ماكسيميليان يوزيف. دخل الأمير لحياة فراونهوفر، فزوده بالكتب واجبر صاحب العمل للسماح  فراونهوفر الشاب للدراسة مع مواصلة عمله.
وكان جوزيف اوتشنايدر أيضا في موقع الكارثة، وهي حادثة ايضاً كان لها اثرها. مع المال المعطى له من قبل الأمير بعد الإنقاذ والدعم الذي تلقاه من أوتشنايدر، تمكن من مواصلة تعليمه جنبا إلى جنب مع التدريب العملي له فراونهوفر. في عام  1806قام أوتشنايدروجورج فون رايشنباخ  يأحضار فراونهوفر إلى معهدهم في لصنع الزجاج. هناك اكتشف كيفية جعل أجود أنواع الزجاج البصرية في العالم واخترع أساليب دقيقة بشكل لا يصدق لقياس التشتت.
في عام 1818، أصبح مدير معهد البصريات. ويرجع ذلك إلى الأجهزة البصرية الجميلة التي طورها، تفوقت بافاريا على انجلترا كمركز لصناعة البصريات. كانت حتى من أمثال مايكل فاراداي غير قادر على إنتاج الزجاج الذي قادر على  أن ينافس ما صنعه فراونهوفر.
حياته المهنية اللامعة حصل في نهاية المطاف على شهادة الدكتوراه الفخرية من جامعة إيرلانغن في 1822. وفي عام 1824، تم تعيينه فراونهوفر كفارس كوسام من ولاية بافاريا من الملك ماكسيميليان الأول، التي من خلالها رفع إلى شخصية  ملكية (مع عنوان "ريتر فون"، أي فارس). وفي العام نفسه، جعل هو أيضا مواطنا فخريا في ميونيخ.
مثل العديد من صناع الزجاج في عصره الذين اصيبوا بالتسمم عن طريق أبخرة المعادن الثقيلة، توفي فراونهوفر الشاب، في عام 1826 في سن ال 39. ويعتقد أن أهم اسرار صناعة الزجاج قد وارت الثرى معه.

## روابط خارجية
- جوزيف فون فراونهوفر على موقع الموسوعة البريطانية (الإنجليزية)